# ژانگ مین
ژانگ مین (انگلیسی: Zhang Min؛ زادهٔ ۲۰ ژوئن ۱۹۹۳) قایقران روئینگ زن اهل چین است.